# Lubelska Szkoła Biznesu
Lubelska Szkoła Biznesu – szkoła w Lublinie, której celem jest doskonalenie umiejętności kierowniczych przedsiębiorców i menedżerów, rozwijanie ducha przedsiębiorczości oraz aktywne uczestniczenie w rozwoju gospodarczym regionu lubelskiego. Misja Szkoły realizowana jest dzięki szeroko zakrojonej działalności szkoleniowej i konsultingowej oraz wspieraniu przedsięwzięć gospodarczych.

## Historia
Lubelska Szkoła Biznesu powstała w 1990 z inicjatywy Katolickiego Uniwersytetu Lubelskiego. W 1991 została ona objęta patronatem brytyjskiego Funduszu Know-How, uzyskując w ten sposób wsparcie materialne i organizacyjne. W tym samym roku szkoła rozpoczęła współpracę z Uniwersytetem Centralnego Lancashire w Preston, która zaowocowała opracowaniem i realizacją podyplomowych studiów menedżerskich Master of Business Administration.